# Lotta libera ai Giochi della XX Olimpiade - Pesi piuma
La competizione della categoria pesi piuma (fino a 62 kg) di lotta libera dei Giochi della XX Olimpiade si è svolta dal 27 al 31 agosto 1972 al Wrestling-Judo Hall di Monaco di Baviera.

## Formato
Ad ogni incontro venivano assegnate le seguenti penalità:
| In caso di vittoria | In caso di vittoria     | In caso di pareggio | In caso di pareggio | In caso di sconfitta | In caso di sconfitta              |
| ------------------- | ----------------------- | ------------------- | ------------------- | -------------------- | --------------------------------- |
| 0                   | Per schienata, ritiro   | 2                   |                     | 3                    | Ai punti                          |
| 0,5                 | Per superiorità tecnica | 2,5                 | con passività       | 3,5                  | Per superiorità tecnica           |
| 1                   | Ai punti                | -                   | -                   | 4                    | Per schienata, ritiro, squalifica |

Con sei penalità o più il lottatore veniva eliminato. Quando rimanevano solo due o tre lottatori, si disputava un turno finale per determinare l'ordine delle medaglie.

## Risultati
| Legenda                                  | Legenda |
| ---------------------------------------- | ------- |
| Lottatore con 6 penalità o più Eliminato |         |

### 1º Turno
Si è disputato il 27 agosto
| Vincitore          | Pen. | Risultato   | Sconfitto          | Pen. |
| ------------------ | ---- | ----------- | ------------------ | ---- |
| Petre Coman        | 0    | Schienata   | Carlos Hurtado     | 4    |
| Pat Bolger         | 0,5  | Superiorità | Kenneth Dawes      | 3,5  |
| Jorma Liimatainen  | 0    | Schienata   | László Szabó       | 4    |
| Ivan Krastev       | 0    | Schienata   | Eliseo Salugta     | 4    |
| Vehbi Akdağ        | 0    | Schienata   | Orlando Gonçalves  | 4    |
| Satpal Singh       | 1    | Ai Punti    | Zdzisław Stolarski | 3    |
| Théodule Toulotte  | 1    | Ai Punti    | Vicente Martínez   | 3    |
| Joseph Burge       | 0    | Schienata   | P. Koutsoupakis    | 4    |
| S. Seyyed Abbasi   | 0,5  | Superiorità | Stanislav Tůma     | 3,5  |
| José Ramos         | 1    | Ai Punti    | G. Weisenberger    | 3    |
| Kiyoshi Abe        | 0,5  | Superiorità | Ahmad Djan         | 3,5  |
| Gene Davis         | 0    | Schienata   | Zevegiin Oidov     | 4    |
| Zagalav Abdulbekov | 0,5  | Superiorità | Jakob Tanner       | 3,5  |

### 2º Turno
Si è disputato il 28 agosto
| Vincitore          | Pen. | Risultato   | Sconfitto         | Pen. |
| ------------------ | ---- | ----------- | ----------------- | ---- |
| Petre Coman        | 0    | Schienata   | Kenneth Dawes     | 7,5  |
| Pat Bolger         | 0,5  | Schienata   | Carlos Hurtado    | 8    |
| László Szabó       | 4    | Schienata   | Eliseo Salugta    | 8    |
| Ivan Krastev       | 1    | Ai Punti    | Jorma Liimatainen | 3    |
| Zdzisław Stolarski | 3    | Schienata   | Orlando Gonçalves | 8    |
| Vehbi Akdağ        | 0    | Schienata   | Satpal Singh      | 5    |
| Joseph Burge       | 1    | Ai Punti    | Théodule Toulotte | 4    |
| P. Koutsoupakis    | 5    | Ai Punti    | Vicente Martínez  | 6    |
| S. Seyyed Abbasi   | 1,5  | Ai Punti    | José Ramos        | 4    |
| G. Weisenberger    | 4    | Ai Punti    | Stanislav Tůma    | 6,5  |
| Kiyoshi Abe        | 1    | Superiorità | Gene Davis        | 3,5  |
| Ahmad Djan         | 4,5  | Ai Punti    | Jakob Tanner      | 6,5  |
| Zagalav Abdulbekov | 0,5  | Schienata   | Zevegiin Oidov    | 8    |

### 3º Turno
Si è disputato il 29 agosto
| Vincitore          | Pen. | Risultato   | Sconfitto          | Pen. |
| ------------------ | ---- | ----------- | ------------------ | ---- |
| Petre Coman        | 0    | Schienata   | Pat Bolger         | 4,5  |
| Ivan Krastev       | 2    | Ai Punti    | László Szabó       | 7    |
| Vehbi Akdağ        | 1    | Ai Punti    | Jorma Liimatainen  | 6    |
| Théodule Toulotte  | 5    | Ai Punti    | Zdzisław Stolarski | 6    |
| Satpal Singh       | 6    | Ai Punti    | Joseph Burge       | 4    |
| S. Seyyed Abbasi   | 2    | Superiorità | P. Koutsoupakis    | 8,5  |
| Kiyoshi Abe        | 1    | Schienata   | José Ramos         | 8    |
| G. Weisenberger    | 5    | Ai Punti    | Ahmad Djan         | 7,5  |
| Zagalav Abdulbekov | 0,5  | Schienata   | Gene Davis         | 7,5  |

### 4º Turno
Si è disputato il 30 agosto
| Vincitore          | Pen. | Risultato   | Sconfitto         | Pen. |
| ------------------ | ---- | ----------- | ----------------- | ---- |
| Ivan Krastev       | 3    | Ai Punti    | Petre Coman       | 3    |
| Vehbi Akdağ        | 1,5  | Superiorità | Pat Bolger        | 8    |
| S. Seyyed Abbasi   | 2,5  | Ai Punti    | Théodule Toulotte | 8,5  |
| Joseph Burge       | 5    | Ai Punti    | G. Weisenberger   | 8    |
| Zagalav Abdulbekov | 1,5  | Ai Punti    | Kiyoshi Abe       | 4    |

### 5º Turno
Si è disputato il 30 agosto
| Vincitore          | Pen. | Risultato | Sconfitto        | Pen. |
| ------------------ | ---- | --------- | ---------------- | ---- |
| Vehbi Akdağ        | 2,5  | Ai Punti  | Petre Coman      | 6    |
| Ivan Krastev       | 3    | Schienata | Joseph Burge     | 9    |
| Kiyoshi Abe        | 5    | Ai Punti  | S. Seyyed Abbasi | 5,5  |
| Zagalav Abdulbekov | 1,5  |           |                  |      |

### 6º Turno
Si è disputato il 31 agosto
| Vincitore          | Pen. | Risultato  | Sconfitto    | Pen. |
| ------------------ | ---- | ---------- | ------------ | ---- |
| Zagalav Abdulbekov | 3,5  | = Parità = | Ivan Krastev | 5    |
| Vehbi Akdağ        | 3,5  | Ai Punti   | Kiyoshi Abe  | 8    |

### Turno finale
Si è disputato il 31 agosto
| Vincitore          | Pen. | Risultato | Sconfitto    | Pen. |
| ------------------ | ---- | --------- | ------------ | ---- |
| Zagalav Abdulbekov |      | parità    | Ivan Krastev |      |
| Zagalav Abdulbekov |      | Schienata | Vehbi Akdağ  |      |
| Vehbi Akdağ        |      | Ai Punti  | Ivan Krastev |      |

1. ↑  Disputato nel 6º turno

## Classifica finale
| Pos.    | Atleta                   | Nazione          |
| ------- | ------------------------ | ---------------- |
| Oro     | Zagalav Abdulbekov       | Unione Sovietica |
| Argento | Vehbi Akdağ              | Turchia          |
| Bronzo  | Ivan Krastev             | Bulgaria         |
| 4       | Kiyoshi Abe              | Giappone         |
| 5       | Shamseddin Seyyed Abbasi | Iran             |
| 6       | Petre Coman              | Romania          |
| 7       | Joseph Burge             | Guatemala        |
| 8       | Pat Bolger               | Canada           |
| 8       | Gerhard Weisenberger     | Germania Ovest   |
| 10      | Théodule Toulotte        | Francia          |
| 11      | Jorma Liimatainen        | Finlandia        |
| 12      | Satpal Singh             | India            |
| 12      | Zdzisław Stolarski       | Polonia          |
| 14      | László Szabó             | Ungheria         |
| 15      | Ahmad Djan               | Afghanistan      |
| 15      | Gene Davis               | Stati Uniti      |
| 17      | José Ramos               | Cuba             |
| 18      | Panagiotis Koutsoupakis  | Grecia           |
| 19      | Vicente Martínez         | Messico          |
| 20      | Jakob Tanner             | Svizzera         |
| 20      | Stanislav Tůma           | Cecoslovacchia   |
| 22      | Kenneth Dawes            | Gran Bretagna    |
| 23      | Zevegiin Oidov           | Mongolia         |
| 23      | Carlos Hurtado           | Perù             |
| 23      | Eliseo Salugta           | Filippine        |
| 23      | Orlando Gonçalves        | Portogallo       |